# Аршил Горки
Аршил Горки (Востаник Манук Адоян) (на арменски Ոստանիկ Սեդրակի Ադոյան) е американски художник от арменски произход. Един от основоположниците на абстрактния сюрреализъм.

## Биография
Роден е през 1904 г. в село Хоргом, в област Ван на Западна Армения.
През 1915 г. със сестра си и с майка си се изселват в Ереван. След това през 1919 г. заминават в Тифлис (Тбилиси), а от там в САЩ.
През 1926 г. завършва Grand Central School of Art в Ню Йорк. Веднага след това е назначен като преподавател в същото училище.
През втората половина на 1930-те, със своите картини, той става световноизвестен.
Краят на живота му е повече от трагичен. През 1946 г. при пожар изгарят 36 негови картини. Същата година той е опериран от рак.
През 1948 г. след автомобилна катастрофа губи способността да движи дясната си ръка. На 21 юли 1948 г. се самоубива.
Негови картини са притежание на много известни музеи и галерии.

## За него
- Matossian, Nouritza (2001). Black Angel: The Life of Arshile Gorky. New York: Overlook Press. ISBN 978-1-58567-006-2
- Meaker, M.J. (1964). Sudden Endings: 13 Profies in Depth of Famous Suicides. Garden City, NY: Doubleday & Company, Inc. p. 151 – 167: „The Bitter One: Arshile Gorky“.
- Rosenberg, Harold (1962). Arshile Gorky: The Man, the Time, the Idea. New York: Grove Press.
- Spender, Matthew (1999). From a High Place: A Life of Arshile Gorky. New York: Knopf. ISBN 978-0-375-40378-1
- Spender, Matthew (2009). Arshile Gorky: A Life Through Letters and Documents. London: Ridinghouse, London. ISBN 978-1-905464-25-8